# Heinz Böttcher
Heinz Böttcher (ur. w 1957) – niemiecki biathlonista reprezentujący NRD. W Pucharze Świata jeden raz stanął na podium: 23 stycznia 1979 roku w Anterselvie zajął drugie miejsce w sprincie. W zawodach tych rozdzielił Władimira Barnaszowa z ZSRR i swego rodaka, Klausa Sieberta. Ponadto wspólnie z Siebertem, Frankiem Ullrichem i Eberhardem Röschem odniósł zwycięstwo w sztafecie 1 kwietnia 1979 roku w Sodankylä, a tydzień później w Bardufoss reprezentacja NRD w tym samym składzie zajęła drugie miejsce. W klasyfikacji generalnej sezonu 1978/1979 zajął ostatecznie siódme miejsce. W 1979 roku wziął udział w mistrzostwach świata w Ruhpolding, gdzie zajął 15. miejsce w sprincie. Nigdy nie wystąpił na igrzyskach olimpijskich.

## Osiągnięcia w biathlonie

### Mistrzostwa świata
| Rok  | Miejscowość | Konkurencje | Konkurencje | Konkurencje | Konkurencje | Konkurencje | Konkurencje | Konkurencje |
| Rok  | Miejscowość | IN          | SP          | PU          | MS          | RL          | MR          | SR          |
| ---- | ----------- | ----------- | ----------- | ----------- | ----------- | ----------- | ----------- | ----------- |
| 1979 | Ruhpolding  | –           | 15.         | nd.         | nd.         | –           | nd.         | –           |

### Puchar Świata

#### Miejsca w klasyfikacji generalnej
| Sezon     | Miejsce |
| --------- | ------- |
| 1978/1979 | 7.      |

#### Miejsca na podium chronologicznie
| Lp. | Dzień       | Rok  | Miejscowość | Konkurencja                | Lokata | Pudła | Czas biegu | Strata | Zwycięzca          |
| --- | ----------- | ---- | ----------- | -------------------------- | ------ | ----- | ---------- | ------ | ------------------ |
| 1.  | 23 stycznia | 1979 | Anterselva  | Bieg indywidualny na 20 km | 2.     | ?     | ?          | ?      | Władimir Barnaszow |